# Calyptra (bướm đêm)
Chi Calyptra là một chi bướm đêm trong phân họ Calpinae của họ Erebidae. Chúng là thành viên của tông Calpini. Tên phổ biến của các loài thuộc chi này là bướm đêm hút máu do thói quen hút máu của chúng từ động vật có xương sống. Theo một nghiên cứu gần đây, vài loài trong chúng (C. thalictri) thậm chí có khả năng hút máu người qua da. Tuy thế, các loài bướm này không được cho là gây hại cho con người.

## Các loàis
| - Calyptra albivirgata Hampson, 1926 - Calyptra bicolor Moore, 1883 - Calyptra canadensis Bethune, 1865 - Calyptra eustrigata Hampson, 1926 - Calyptra fasciata Moore, 1882 - Calyptra fletcheri Berio, 1956 - Calyptra gruesa Draudt, 1950 - Calyptra hokkaida Wileman, 1922 - Calyptra imperialis Grünberg, 1910 | - Calyptra lata Butler, 1881 - Calyptra minuticornis Guenée, 1852 - Calyptra nyei Bänziger, 1979 - Calyptra ophideroides Guenée, 1852 - Calyptra orthograpta Butler, 1886 - Calyptra parva Bänziger, 1979 - Calyptra pseudobicolor Bänziger, 1979 - Calyptra subnubila Prout, 1928 - Calyptra thalictri Borkhausen, 1790) |